# Amphisbaena brevis
Espèce
Amphisbaena brevis est une espèce d'amphisbènes de la famille des Amphisbaenidae.

## Répartition
Cette espèce est endémique du Mato Grosso au Brésil. Elle a été découverte à Chapada dos Guimarães.

## Publication originale
- Strüssmann & Mott, 2009 : Sympatric amphisbaenids from Manso Dam region, Mato Grosso State, Western Brazil, with the description of a new two-pored species of Amphisbaena (Squamata, Amphisbaenidae). Studies on Neotropical Fauna and Environment, vol. 44, n. 1, p. 37–46.